# Erik Menved
Erik Menved (Erik 6. 1274 – 13. november 1319) var dansk konge fra 1286 til sin død den 13. november 1319.
Erik Menved var søn af Erik 5. Klipping, som blev myrdet i Finderup Lade, da Erik Menved var 12 år gammel den 22. november 1286. Der indsattes en formynderregering for den unge kongesøn med hans moder, enkedronning Agnes. Juledag 1287 blev Erik Menved kronet til konge. Hans første regeringstid var præget af uro. De stormænd, som var dømt for mordet på Erik Klipping, vendte tilbage støttet af Norges konge Erik Præstehader, og hærgede de danske kyster under De fredløses krig. Flere stormænd og gejstlige sluttede sig til de fredløse, bl.a. Eriks bror, hertug Christoffer, som i 1315 måtte gå i landflygtighed ligesom den slesvigske hertug Valdemar, der kortvarigt havde været Eriks formynder efter drabet på faderen.
I 1289 udnævntes Jens Grand til ærkebiskop efter Johannes Dros. Jens Grand var af den mægtige Hvideslægt og i familie med flere af de fredløse, som han åbenlyst støttede. I 1294 blev Jens Grand arresteret, men det lykkedes ham at flygte til Hammershus. Siden fortsatte han til pavehoffet, hvor han indledte en proces mod Erik Menved, der dømtes til at genindsætte ham i hans embede samt betale en erstatning på 49.000 mark sølv. Erik nægtede at betale, og i 1299 blev landet lyst i interdikt. I 1301 måtte Erik "krybe til korset" og betale en stor bøde, mens paven indsatte Jens Grand som ærkebiskop i Riga og ikke fik indflydelse i Danmark. I 1293 døde de fredløses leder, marsk Stig Andersen, og angrebene aftog, og der blev siden sluttet fred med Norgesvældet og de fredløse.
Erik Menveds ambition var at genoptage Valdemar Sejrs erobringspolitik i Nordtyskland. I 1302 blev han hyldet som lensherre over fyrstendømmet Rostock. I 1304 stadfæstede den tyske kong Albrecht 1. afståelse af landene nord for floderne Elben og Elde. Erik besluttede at gå løs på Wismar og Rostock, men modstanden var hårdere end forventet, og først efter et halvt år overgav de to byer sig.
I 1311 arrangerede Menved den første ridderturnering, vi kender til i Danmark. Den foregik i Rostock, og 19 fyrster, tre ærkebiskopper og 948 riddere deltog. Omkring 6.000 mennesker overværede turneringen.
I 1316 tabte Erik Slaget ved Stralsund, og i 1317 blev der sluttet fred. Krigen var bekostelig, og regeringen måtte udskrive nye skatter. I 1336 blev udmøntningen indstillet, og de penge, der var i omløb, var værdiløse. I 1317 blev Fyn pantsat i tre år til de holstenske grever, Johann og Gerhard. Det kom til flere oprørsforsøg både på Sjælland og i Jylland. Til at holde befolkningen i skak bygges flere "tvangsborge", fx Kalø nord for Århus, Borgvold i Viborg, Bygholm ved Horsens og Ulstrup øst for Struer.
Erik blev gift med Ingeborg i 1296 i Helsingborg. Hun var datter af den svenske kong Magnus Ladelås. Kongeparret fik 14 børn, som alle enten var dødfødte eller døde som spæde. Erik Menved døde den 13. november 1319 og ligger begravet Skt. Bendts Kirke i Ringsted. Han efterlod sin yngre broder, Christoffer 2., et land, som var både politisk og økonomisk fallit. Tilnavnet Menved refererer måske til udtrykket "så mænd ved", som i dag er bevaret i "såmænd". Det må formodes, at kongen har anvendt udtrykket flittigt. En anden betydning af tilnavnet Menved er: skarn, et utyske, en ménvætel. Det kan være givet ham af de mange fjender, han skaffede sig.
I 2015 blev det foreslået, at Erik muligvis døde af Brugadas syndrom.